# Sauro Scavolini
Sauro Scavolini, né le 3 février 1934 à Pesaro et mort le 29 mars 2022, est un scénariste et réalisateur italien.

## Biographie
Après avoir obtenu son diplôme de l'Académie des arts de Florence, il a suivi un cours de réalisation au Centro sperimentale di cinematografia de Rome. Il a fait ses débuts en tant que scénariste au milieu des années 1960. À partir de 1971, il travaille souvent avec Sergio Martino (souvent associé à Ernesto Gastaldi), notamment sur des gialli et des westerns spaghetti, lui écrivant environ quatorze films, certains pour le cinéma et d'autres pour la télévision.
En 1972, il fait ses débuts derrière la caméra avec le giallo Amour et Mort dans le jardin des dieux, produit par son jeune frère Romano Scavolini. En tant que réalisateur, il ne fera ensuite plus que des films pour la télévision.
Il a également travaillé avec Armando Crispino (Johnny le bâtard), Enzo G. Castellari (Je vais, je tire et je reviens), Claude Chabrol (La Femme infidèle), Sergio Sollima (La Cité de la violence), Umberto Lenzi (Le Cynique, l'Infâme et le Violent) et avec quelques coproductions italo-espagnoles de westerns. 

## Filmographie

### Scénariste
- 1966 : Johnny Yuma de Romolo Guerrieri
- 1967 : Le Temps des vautours (10.000 dollari per un massacro) de Romolo Guerrieri
- 1967 : Johnny le bâtard (John il bastardo) d'Armando Crispino
- 1967 : Je vais, je tire et je reviens (Vado... l'ammazzo e torno) d'Enzo G. Castellari
- 1969 : La Femme infidèle de Claude Chabrol
- 1970 : La Cité de la violence (Città violenta) de Sergio Sollima
- 1971 : La Queue du scorpion (La coda dello scorpione) de Sergio Martino
- 1971 : La controfigura de Romolo Guerrieri
- 1971 : Creuse ta tombe Garringo, Sabata revient (Abre tu fosa, amigo, llega Sábata...) de Juan Bosch Palau
- 1972 : Amour et Mort dans le jardin des dieux (Amore e morte nel giardino degli dei) de Sauro Scavolini
- 1972 : Ton vice est une chambre close dont moi seul ai la clé (Il tuo vizio è una stanza chiusa e solo io ne ho la chiave) de Sergio Martino
- 1972 : Toutes les couleurs du vice (Tutti i colori del buio) de Sergio Martino
- 1972 : Mon cheval, mon colt, ta veuve (Tu fosa será la exacta... amigo) d'Ignacio F. Iquino
- 1973 : L'Emprise des sens (Anna, quel particolare piacere) de Giuliano Carnimeo
- 1973 : Un homme appelé Karaté (Sette ore di violenza per una soluzione imprevista) de Michele Massimo Tarantini
- 1974 : La bellissima estate de Sergio Martino
- 1974 : L'Initiatrice (Cugini carnali) de Sergio Martino
- 1975 : Ab morgen sind wir reich und ehrlich de Franz Antel
- 1976 : MKS... 118 (Poliziotti violenti) de Michele Massimo Tarantini
- 1977 : Le Cynique, l'Infâme et le Violent (Il cinico, l'infame, il violento) d'Umberto Lenzi
- 1977 : Mannaja, l'homme à la hache (Mannaja) de Sergio Martino
- 1981 : Bosco d'amore (it) d'Alberto Bevilacqua
- 1986 : Atomic Cyborg (Vendetta dal futuro) de Sergio Martino
- 1988 : Uppercut Man (Qualcuno pagherà) de Sergio Martino
- 1988 : Sei delitti per padre Brown de Vittorio De Sisti
- 1990 : Rickshaw (American risciò) de Sergio Martino
- 1990 : Mal d'Africa de Sergio Martino
- 1995 : La Reine des hommes-poissons (La regina degli uomini pesce) de Sergio Martino
- 1999 : A due passi dal cielo de Sergio Martino
- 2002 : L'ultimo rigore de Sergio Martino

### Réalisateur
- 1972 : Amour et Mort dans le jardin des dieux (Amore e morte nel giardino degli dei)
- 1977 : Una devastante voglia di vincere – série télé
- 1985 : Un foro nel parabrezza – téléfilm
- 1989 : Il colpo – téléfilm
- 1992 : Un posto freddo in fondo al cuore – téléfilm